# إميل مارتن
إميل مارتن هو لاعب رماية ألماني، (و. 1894  م).

## وصلات خارجية
- إميل مارتن على موقع أوليمبيديا (الإنجليزية)